# Batalla de Viladamat
La batalla de Vilademat fue un hecho bélico de la Guerra Civil Catalana que tuvo lugar el 21 de noviembre de 1467 en las cercanías de la localidad de Viladamat, en el Alto Ampurdán. Constituyó una rotunda victoria del ejército de Juan de Anjou, lugarteniente de Cataluña nombrado por su padre Renato de Anjou, que meses antes había aceptado ser el nuevo soberano del Principado de Cataluña tras el fallecimiento de Pedro de Portugal. Durante la batalla fueron hechos prisioneros los principales jefes militares del bando realista que apoyaba a Juan II de Aragón, aunque el jovencísimo príncipe heredero don Fernando logró escapar y volver junto con su padre Juan II por vía marítima a Tarragona.

## Antecedentes
Renato de Anjou, que nunca llegó a estar en Cataluña, envió como su lugarteniente a su hijo Juan de Anjou, duque de Lorena. A mediados de abril de 1467 fue cuando cruzó los Pirineos el grueso del ejército angevino con Juan de Anjou, el nuevo «primogénito», al frente, y a quien Luis XI de Francia hacía poco que había renovado su promesa de apoyo. Sin embargo, no se dirigió directamente a Barcelona sino que antes intentó tomar Gerona, el principal núcleo realista en el norte de Cataluña, pero a mediados de agosto tuvo que desistir del asedio iniciado el 7 de julio ―tras haberse apoderado de la mayor parte del Alto Ampurdán― ante el anuncio de la llegada de un ejército realista de socorro al mando del jovencísimo príncipe don Fernando. Por temor a ser pillado entre dos fuegos levantó su campamento y el 3 de septiembre entraba en Barcelona.
La retirada del ejército de Juan de Anjou de las comarcas de Gerona permitió la contraofensiva realista con el príncipe Fernando al mando que se apoderó de varias plazas del Alto Ampurdán. En su apoyo zarpó desde Tarragona al frente de una flota Juan II, que desembarcó en Sant Martí d'Empúries el 2 de octubre y entró en Gerona el 27. Pero cuando Juan II se disponía a volver a embarcarse rumbo a Tarragona se produjo el desastre de Viladamat, que fue el reverso de la medalla de la victoria realista en la batalla de Calaf.

## Desarrollo
Cuando el 21 de noviembre el ejército realista escoltaba un cargamento de trigo con destino a Gerona, fue sorprendido por un ejército angevino, al mando del conde de Campobasso, del conde de Vaudemont y del catalán Pere Joan Ferrer, en las cercanías de Viladamat. Los realistas sufrieron una dura derrota y fueron hechos prisioneros varios destacados jefes militares como el maestre de la Orden de Montesa, el castellán de Amposta, el condestable de Aragón, Luis de Híjar, el condestable de Navarra, el barón de Monjolivo y Rodrigo Rebolledo. El príncipe Fernando logró escapar milagrosamente y junto a su padre regresó a Tarragona en la escuadra que lo había traído el mes anterior.

## Consecuencias
Según Jaume Vicens Vives, para Juan II y el príncipe Fernando la derrota de Viladamat fue el fin de sus esperanzas de alcanzar una rápida victoria en la guerra. «El Ampurdán estaba perdido, y con él, el considerable esfuerzo realizado durante el último año para dominarlo. Cariacontecidos debieron regresar Juan II y su heredero a Tarragona, donde les aguardaba aún otra más dura prueba: la violenta enfermedad que, adueñándose de la esposa y madre, debía conducirla rápidamente a la sepultura (13 de febrero de 1468)».
Por el contrario para Juan de Anjou, duque de Lorena, la victoria de Viladamat supuso un reforzamiento de su autoridad frente a las instituciones catalanas con las que ya había chocado nada más llegar a Barcelona como ya le sucedió en su momento a Pedro de Portugal ―por orden de Juan de Anjou fueron detenidos, juzgados y ejecutados por conspiración contra la seguridad pública un ‘’conseller’’ y un jurista que se habían opuesto a la decisión de aquel de promulgar el ‘’usatge” ‘’Princeps namque’’―. Por otro lado, la noticia de la resonante victoria sobre los realistas redujo considerablemente la intranquilidad pública que se vivía en Barcelona a causa de la crisis económica y financiera ―los pagos de la Taula de Canvi habían sido suspendidos― y a causa del florecimiento de las conjuras realistas por parte de los derrotistas, llamados mascarats (‘enmascarados’), algunos de los cuales fueron ajusticiados por el método del descuartizamiento.
A mediados de diciembre el propio Juan de Anjou partió para el Ampurdán para completar la victoria de Viladamat. Una vez allí inició el asedio del castillo de Sant Martí d’Empuries 	que acabó rindiéndose cuatro meses después, el 15 de abril de 1468. Al poco tiempo también caía en su poder el castillo de Bagur, siendo derruidas las dos fortalezas. De esta forma, señala Vicen Vives, «las llaves marítimas del Ampurdán quedaron firmemente en poder de los angevinos».